# Omar Magliona
Omar Magliona (Sassari, 27 settembre 1977) è un pilota automobilistico italiano, molto attivo nell'ambito delle cronoscalate.

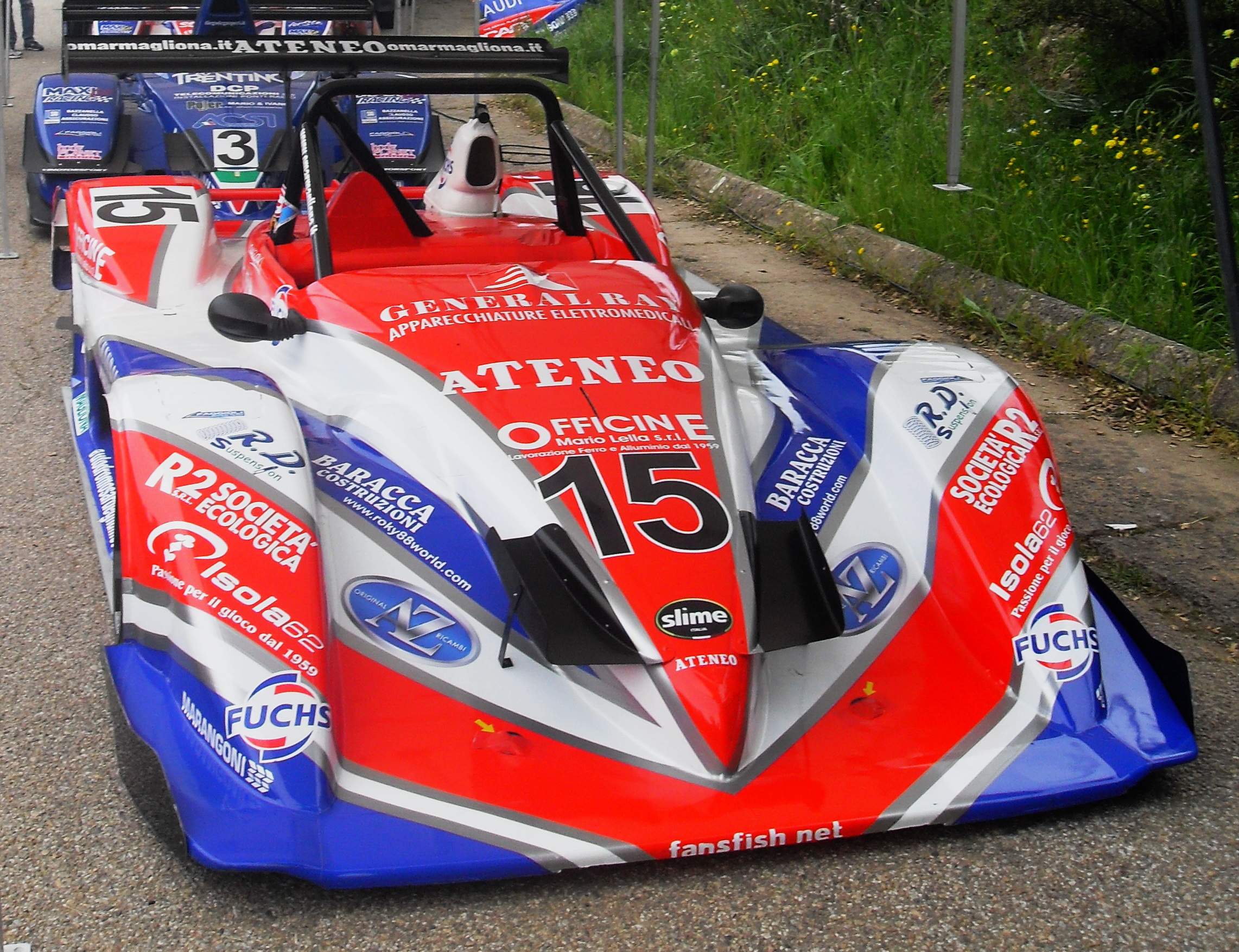
L'Osella PA21 Evo guidata da Omar Magliona alla Iglesias-Sant'Angelo 2013

Figlio d'arte, ossia di Uccio Magliona altro pilota sardo di notevole successo, ha iniziato a correre all'età di quattro anni con i go-kart, mentre a ventidue anni è passato stabilmente al pilotaggio di autovetture, soprattutto prototipi.
È ritenuto uno dei migliori piloti sardi di sempre, nonché tra la miglior rivelazione tra i piloti sardi della penultima generazione.
È molto noto (sempre nell'ambito delle gare di velocità in salita) anche a livello nazionale ed europeo.
Ha infatti corso nel campionato europeo di velocità in salita, sfiorando il titolo, ed arrendendosi solo davanti a guai tecnici o avversari di notevole caratura, quale ad esempio Simone Faggioli.
La sua notorietà è dovuta anche all'ideazione e realizzazione, assieme al padre, del circuito di Mores, il primo ed unico (ad oggi) autodromo della Sardegna, di cui è responsabile del circuito.

## L'inizio nei kart
Nel 1989 ha vinto il campionato regionale sardo di minikart 60 cc, e due anni dopo ha vinto lo stesso campionato con kart nazionali 100 cc.
Nel 1998 invece, si è aggiudicato il campionato assoluto kart 100 F.A., anno in cui partecipa al 120º corso della scuola federale CSAI, riservato all'addestramento dei piloti del settore velocità, sul circuito di Vallelunga.

## Il passaggio alle vetture
Nel 1999 invece, debutta con le autovetture, partecipando a tre eventi, tutti nella sua regione, ossia la coppa Città di Sassari di Formula Challenge, dove giunse secondo di classe, la cronoscalata Alghero-Scala Piccada dove si piazzò decimo assoluto e secondo di classe, e il Rally della Sardegna in provincia di Nuoro, si piazzò quinto assoluto e secondo di classe.
Nel 2000 ha preso parte al Rally internazionale dell'Asinara, concluso al 24º posto, e nuovamente alla Alghero-Scala Piccada (9º assoluto e 1º di classe).

## Debutto coi prototipi
Nel 2001 amplia il numero di partecipazioni, cimentandosi in una gara fuori dai confini dell'isola, la prestigiosa cronoscalata Lima-Abetone in provincia di Pistoia.
Nella Cala Gonone Galleria, in provincia di Nuoro, chiuse al 5º posto assoluto, il primo della sua classe, mentre corse alla coppa Città di Sassari, ottenne la piazza d'onore di classe.
In occasione della Lima-Abetone, esordì alla guida delle biposto prototipo, con una Osella Pa/21 s motorizzata con un 2000 cc Alfa Romeo, ma dovette ritirarsi per problemi tecnici. 
Corse per la prima volta, la salita Iglesias-Sant'Angelo in provincia di Cagliari, con un ottavo posto assoluto finale e quarto di classe.
Tornò poi alla Alghero-Scala Piccada, anche qui ottavo assoluto, ma primo di classe.

## Prototipi classe 3000
Nel 2002 si è aggiudicato il Trofeo "Fabio Danti", campionato monomarca di spessore nazionale riservato ai prototipi Osella Pa/21 s 2000 Alfa Romeo, che Magliona corse con la Scuderia Villorba Corse.
In questo campionato vinse due gare, Rechberg e Vittorio Veneto Cansiglio, tre secondi posti Valcamonica, Alpe del Nevegal e Lima-Abetone, tre terzi posti Verzegnis Sella Chianzutan, Cala Gonone Galleria e Chamrousse ed infine un quinto posto nella gara denominata Ferrari Petrol.
Nello stesso anno debutta coi prototipi da 3000 cc, Osella Pa/20 S BMW, che gli ha garantito il terzo posto assoluto, sia alla Alghero-Scala Piccada che alla Iglesias-Sant'Angelo.
Ha poi partecipato con la Osella Pa 21/s 2000 Alfa Romeo, al Motor Show di Bologna, dove concluse quarto nella gara riservata ai prototipi Osella Pa 21.

## Il campionato europeo
Nel 2003 ha esordito nel Campionato europeo della montagna, con la Osella Pa/20 S BMW 3000 del team Villorba Corse, concludendo la stagione al sesto posto assoluto.
Durante l'annata ha ottenuto due secondi, un quarto, un sesto e un settimo posto assoluti, mentre si è ritirato in due occasioni per via di un incidente e di una rottura del motore.
È stato poi premiato dalla testata Autosprint, al Motor Show di Bologna, col Trofeo Fabio Danti alla cerimonia dei caschi d'oro, quale giovane promessa nelle cronoscalate europee.
Nel 2004 ha ampliato la sua attività, partecipando non solo alla massima serie continentale, (dove è giunto quarto assoluto) ma partecipando anche ad altre competizioni.
In tutto ha vinto tre gare, ossia la Auronzo-Passo S.Antonio, in valle Camonica e la Iglesias-Sant'Angelo, oltre ad arrivare a più riprese sul podio, con tre secondi posti assoluti e tre terzi posti assoluti, tuttavia è tornato a guidare vetture da 2000 cc, ossia una Osella Pa/21 S Honda.